# محمد فليفل (ضابط)
اللواء أركان حرب محمد على محمد إمام فليفل عسكري مصري. شغل عدة مناصب رفيعة منها قائد قوات المظلات ومدير الكلية الحربية ومحافظ دمياط.

## حياته المهنية
- قائد قوات المظلات ( - 2000).[1]
- نائب مدير الكلية الحربية (2000 - 2005).[1]
- مدير الكلية الحربية. (2005 - 2011).[2]
- محافظ دمياط (2011 - 2013).[3][4]